# 호쿠리쿠 아사히 방송

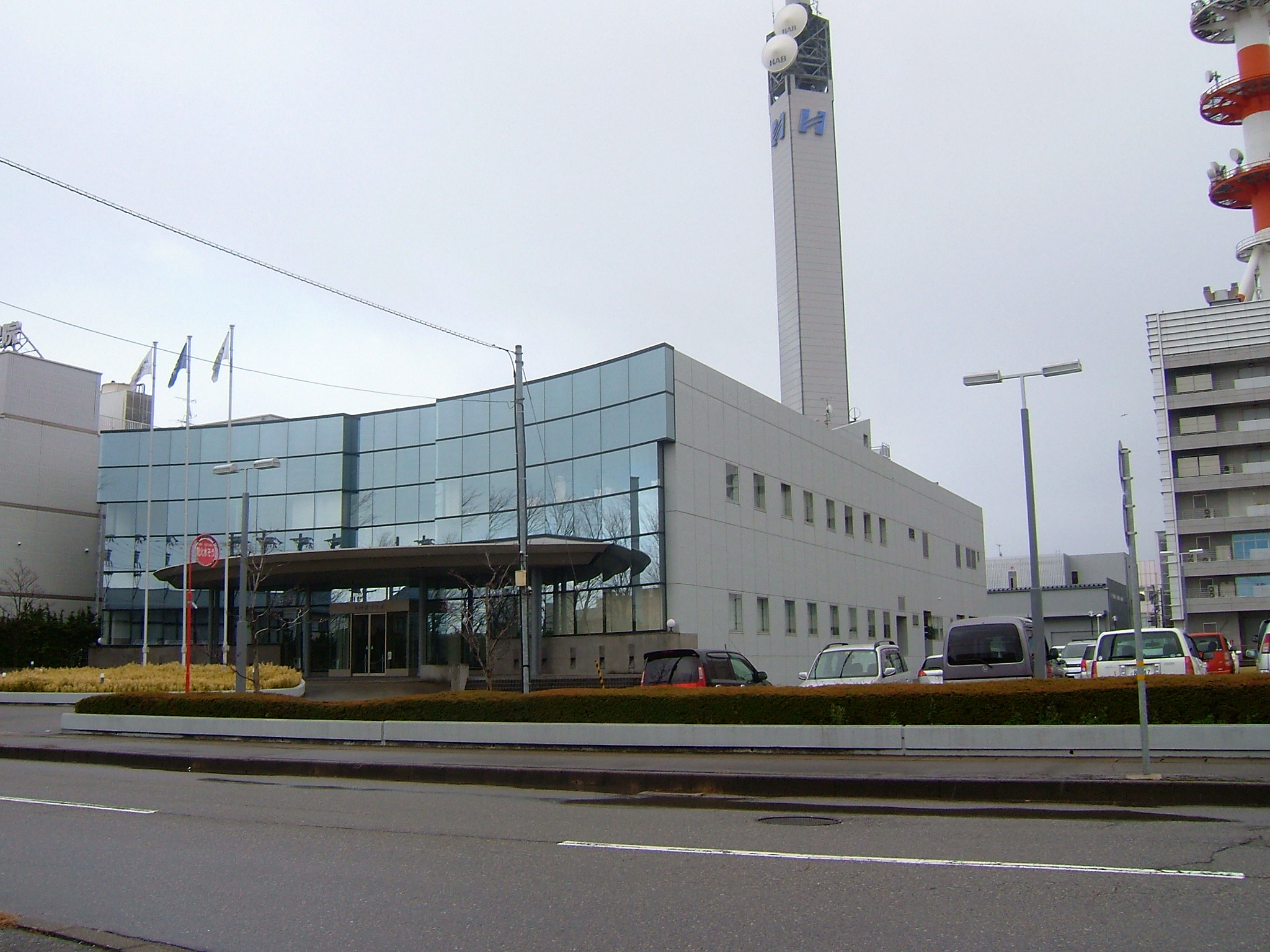
호쿠리쿠 아사히 방송

호쿠리쿠아사히방송(일본어: 北陸朝日放送)1991년 10월 1일 이시카와현의 4번째 민영방송국으로 개국했다.
호쿠리쿠 지방에 있는 유일한 TV 아사히계열 방송국으로 약칭은 HAB, 콜사인은 JOWY-DTV이다.

## 연혁
- 1990년 11월 14일 회사설립.
- 1991년 9월 24일 서비스 방송 개시.
  - 9월 24일부터 9월 26일 사이에는 오후 5시에서 다음날 밤 12시 20분까지 방송하였으며, 9월 27일부터 아침 6시부터 방송을 시작했다.
- 1991년 10월 1일 이시카와 현 4번째 민영 텔레비전 방송국으로서 개국(같은 ANN 계열국인 아오모리 아사히 방송도 이 날 개국).
- 2006년 9월 1일 지상파 디지털 텔레비전 방송 서비스 방송 개시.
- 2006년 10월 1일 지상파 디지털 텔레비전 방송 개시.
- 2009년 7월 24일 스즈시에서 오전 10부터 11시까지 NHK 가나자와 방송국 및 다른 민영 텔레비전 방송국과 공동으로 시험적으로 아날로그 텔레비전 방송 중단.
- 2010년 7월 24일 스즈시에서 지상파 아날로그 텔레비전 방송 선행 종료.
- 2011년 7월 25일 지상파 아날로그 텔레비전 방송 완전 종료.

## 특징
- 이시카와현에 있는 다른 방송국보다 3개월 늦게 디지털방송을 시작했다.
- 아사히 방송의 출자비율이 높아서인지 간사이 지방 로컬 프로그램을 많이 방송했다.
- 90년대에 개국한 다른 TV아사히 계열국과 달리 하우스식품의 광고가 많이 방송된다.
- 2006년 10월부터 신문의 텔레비전 프로그램 안내란의 방송국 표기가 HAB로 바뀌었으며 이는 도쿄방송 계열국인 호쿠리쿠 방송과의 명칭혼란을 피하기 위해서라고 한다.

## 이시카와현에 있는 다른 텔레비전·라디오 방송국
- NHK 가나자와 방송국
- TV 가나자와(KTK)(니혼 TV 계열)
- 호쿠리쿠 방송(MRO)(TV는 도쿄 방송 계열, 라디오는 JRN·NRN 계열)
- 이시카와 TV(ITC)(후지 TV 계열)
- FM이시카와(HELLO FIVE)(JFN계열)